# 111660 Jimgray
111660 Jimgray è un asteroide della fascia principale. Scoperto nel 2002, presenta un'orbita caratterizzata da un semiasse maggiore pari a 3,2496960 au e da un'eccentricità di 0,0385355, inclinata di 9,11026° rispetto all'eclittica.
L'asteroide è dedicato all'informatico statunitense Jim Gray.